# Невільнича (річка)
Невільнича (англ. Slave River) — річка в північній частині Канади, провінції Альберта і Північно-Західні території.
Назва річки виникла в результаті плутанини. На березі річки здавна проживало індіанське плем'я слейві (групи дене, назва якого було помилково ототожнена з англійським словом англ. Slave, «раб», у зв'язку з чим назва річки й перекладається на різні мови світу як «невільнича». Насправді ж Слейві є войовничим і процвітаючим народом: його чисельність бл. 10 000 осіб (на початок XXI ст.). Аналогічна плутанина існує з назвою Великого Невільничого озера.
Маючи довжину 415 км займає 86-те місце серед річок Канади. Проте за сточищем Невільнича займає 4-те місце в Канаді після сточищ Маккензі, Святого Лаврентія і Нельсона.
Річка витікає із західного краю озера Атабаска, неподалік від міста Форт-Чипевайн і прямує на північ. За 40 км зліва має велику притоку річку Піс. Звідти Невільнича прямує північ — північний захід, і біля міста Форт-Резолюшн утворює велику дельту та впадає з півдня у Велике Невільниче озеро.

## Ресурси Інтернету
- Slave-River (2006). In Encyclopædia Britannica. Retrieved September 12, 2006, from Encyclopædia Britannica Premium Service